# Burgemeesters- en Professorenwijk
De Burgemeesters- en Professorenwijk is een wijk ten zuiden van de binnenstad van de Nederlandse stad Leiden. De wijk valt onder het Roodenburgerdistrict van de stad en bestaat voor statistieke doeleinden uit de buurten Burgemeesterswijk, Professorenwijk-West en Professorenwijk-Oost. Deze gedeelten worden vrijwel altijd in één adem genoemd omdat zij als stedenbouwkundige eenheid zijn ontworpen door het bureau van Granpré Molière, Verhagen en Kok. Sinds 2011 vallen zij binnen het beschermd stadsgezicht Zuidelijke Schil. De straatnamen zijn ontleend aan burgemeesters van Leiden en hoogleraren van de Universiteit Leiden.  
Een beeldbepalend stukje Professorenwijk is het ensemble van Petruskerk en omliggende woningen van de architecten Kropholler en Van Oerle langs de Lammenschansweg, Lorentzkade en Zeemanlaan..
De belangrijkste doorgaande straat is de as De Sitterlaan-Burggravenlaan.

## Fotogalerij

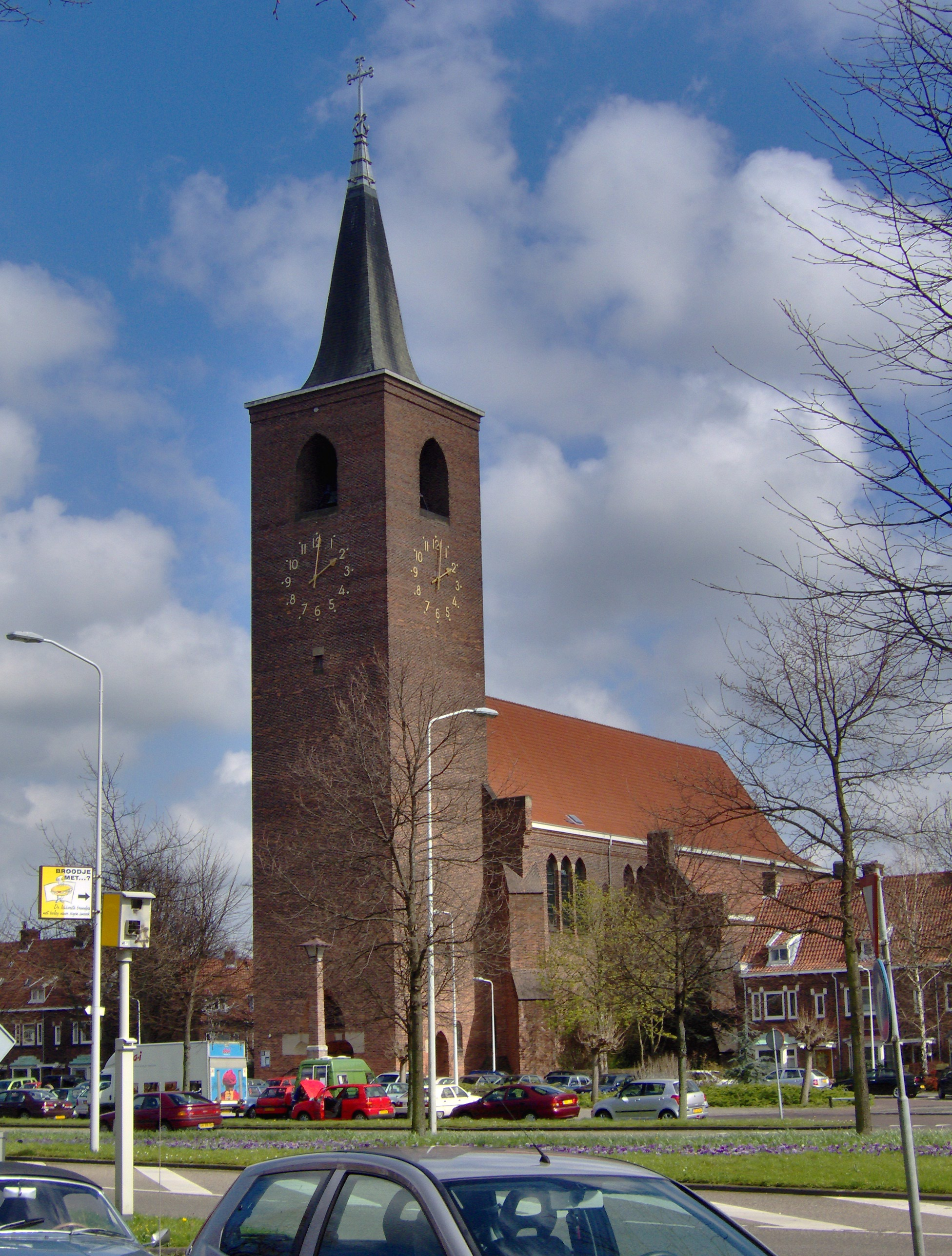
Sint-Petruskerk
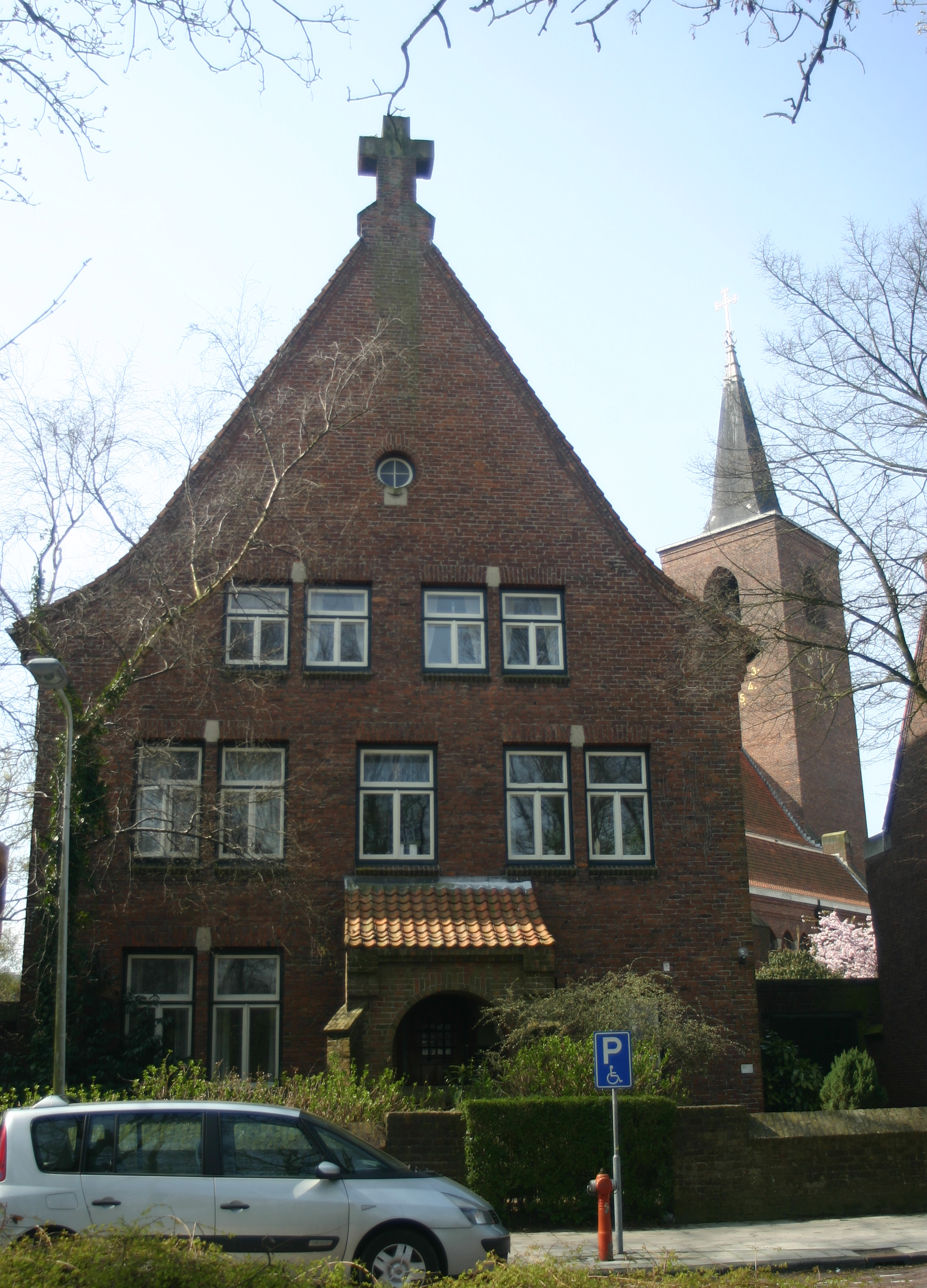
Pastorie Petruskerk aan de Lorentzkade
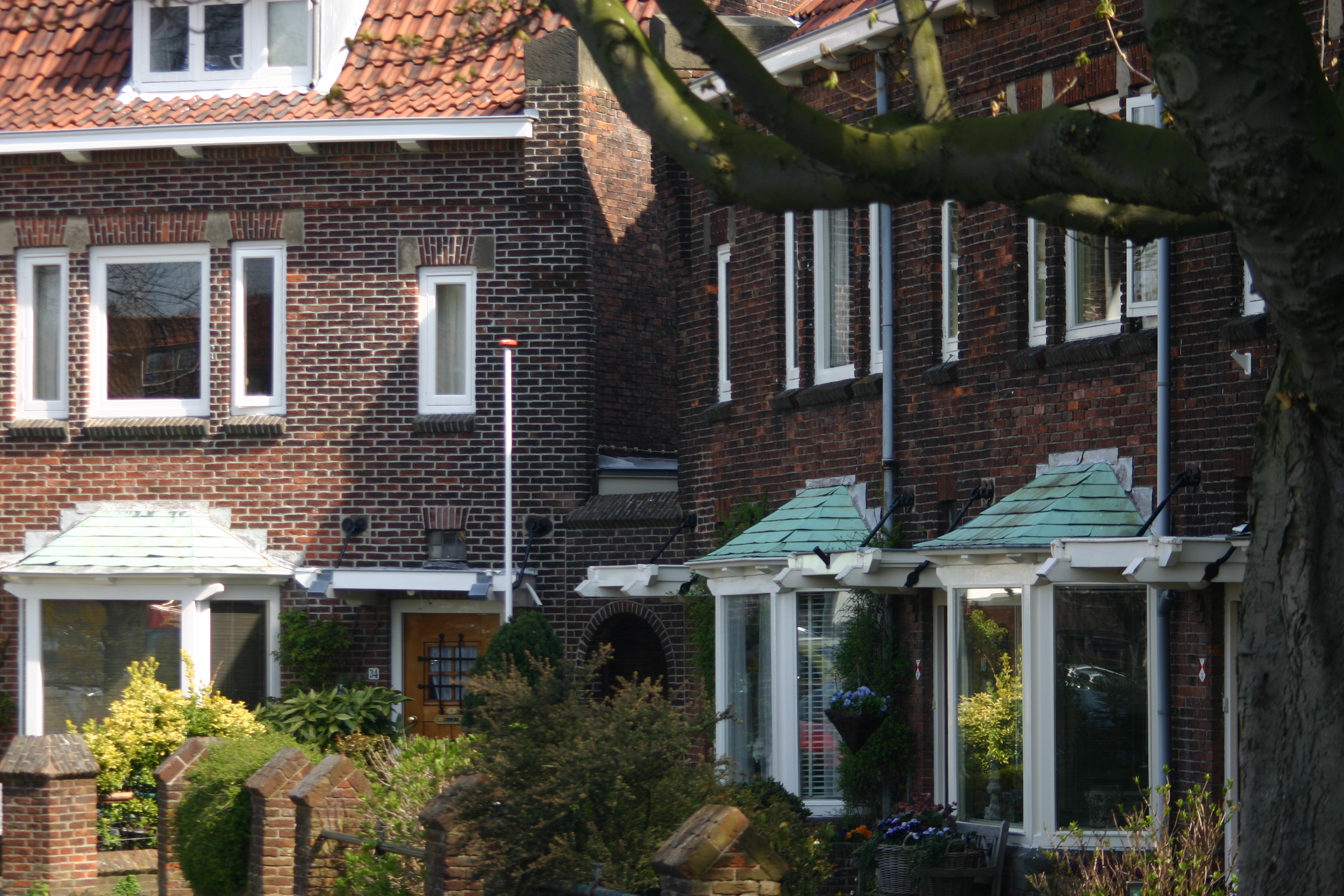
Huizen rond de Petruskerk
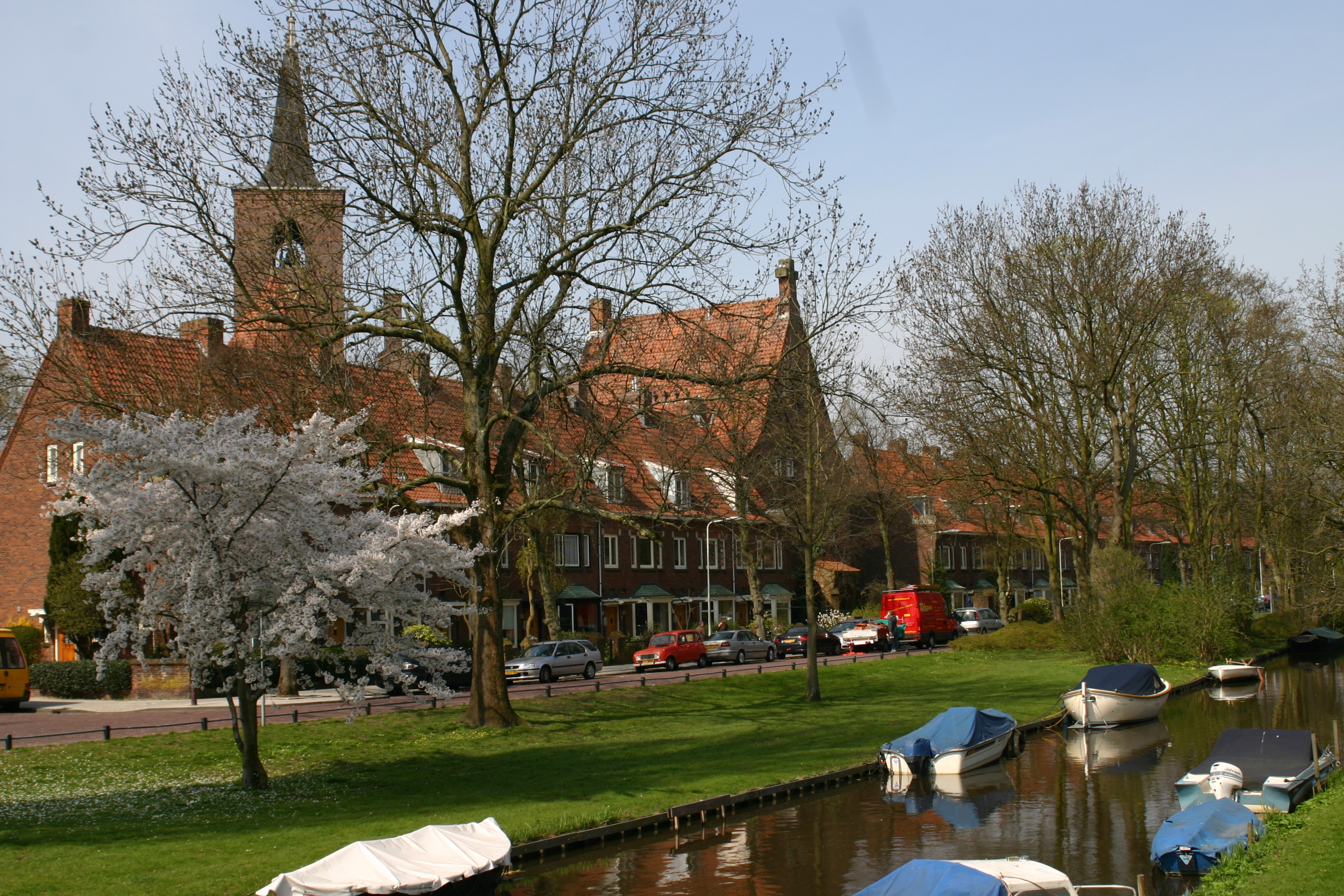
Lorentzkade en Stadsmolensloot
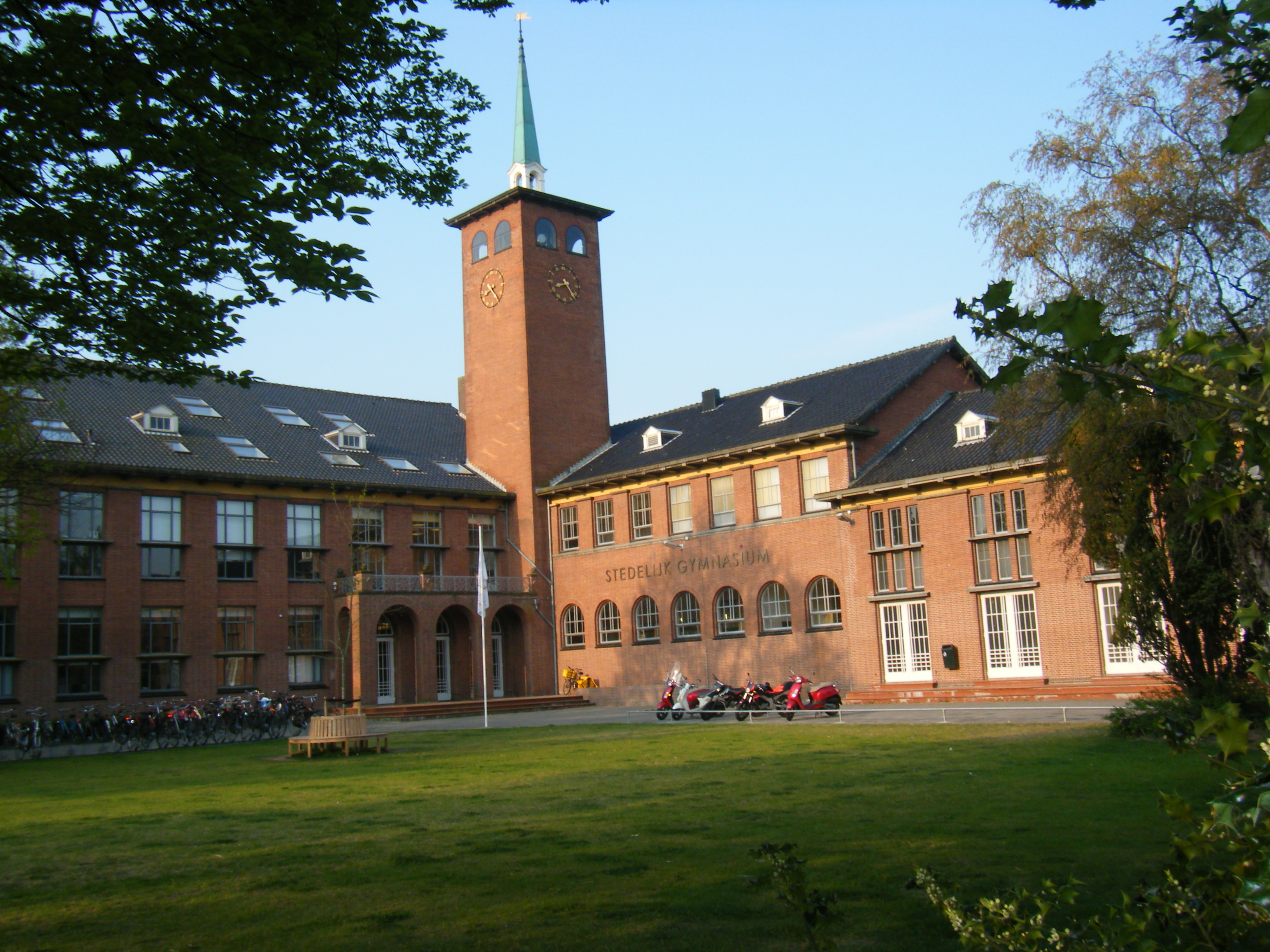
Stedelijk Gymnasium aan de Fruinlaan
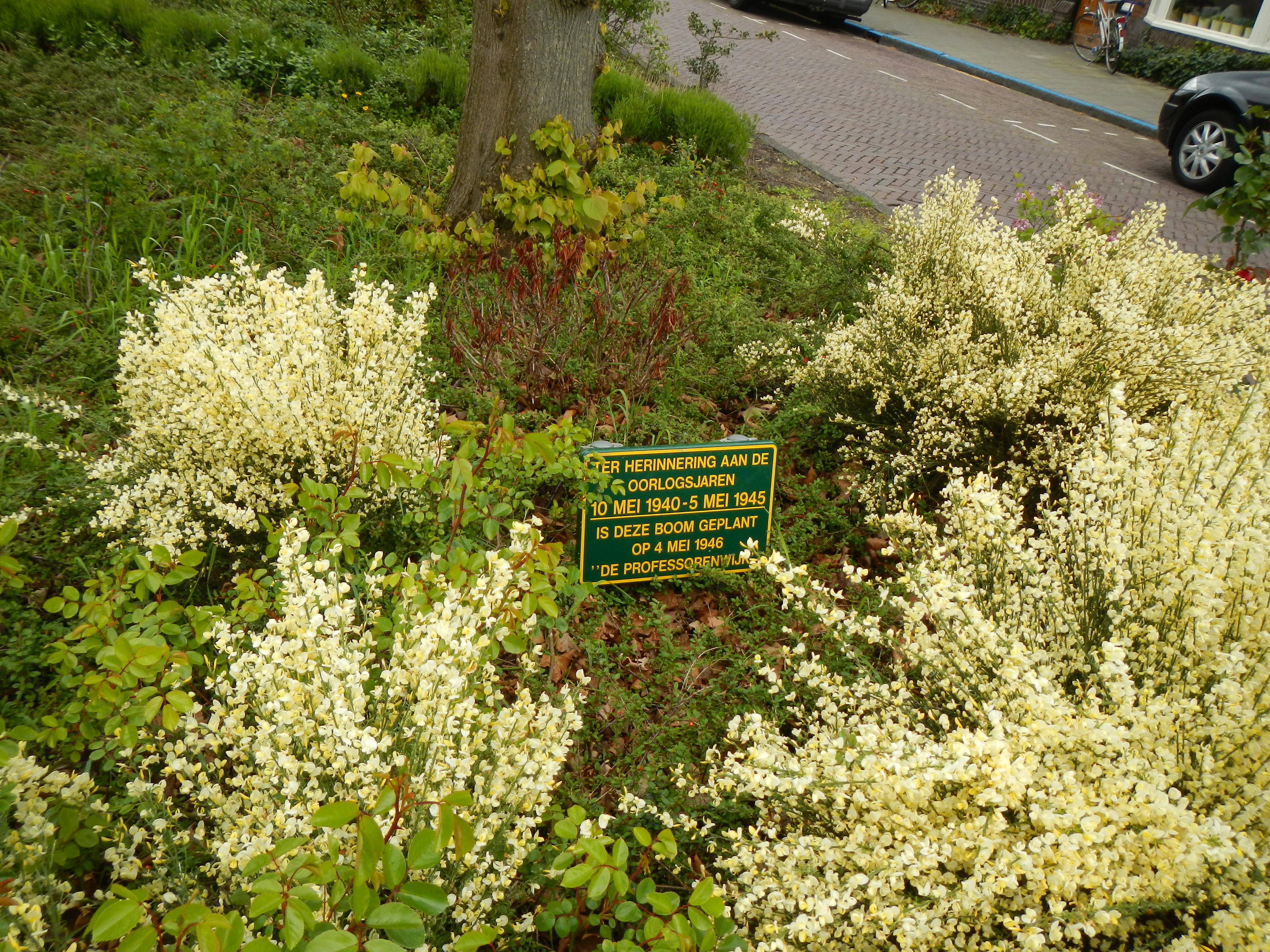
Oorlogsherinnering aan de Zeemanlaan